# Titularbistum Thespiae
Thespiae (ital.: Tespia) ist ein Titularbistum der römisch-katholischen Kirche.
Es geht zurück auf ein früheres Bistum der antiken griechischen Stadt Thespiai im Süden Böotiens, das der Kirchenprovinz Theben zugeordnet war.
| Titularbischöfe von Thespiae |                                   | |                    |                    |
| Nr.                          | Name                              | Amt | von                | bis                |
| 1                            | John Talbot Stonor                | Apostolischer Vikar von Midland District (Großbritannien)                                                   | 18. September 1715 | 29. März 1756      |
| 2                            | Michał Żórawski                   | Weihbischof in Płock (Polen-Litauen)                                                                        | 12. Juli 1779      | 5. Januar 1782     |
| 3                            | Franciszek Alojzy Junosza-Gzowski | Weihbischof in Vilnius (Polen-Litauen)                                                                      | 23. September 1782 | 1785               |
| 4                            | Tadeusz Józef Bukaty              | Weihbischof in Samogitien (Polen-Litauen)                                                                   | 24. Juli 1786      | 1796               |
| 5                            | Peter Bernardine Collingridge OFM | Apostolischer Koadjutorvikar von Western District Apostolischer Vikar von Western District (Großbritannien) | 13. Januar 1807    | 3. März 1829       |
| 6                            | Peter Bernardine Collingridge OFM | Apostolischer Koadjutorvikar von Nanking Apostolischer Vikar von Hubei (China)                              | 19. September 1848 | 12. September 1862 |
| 7                            | Pedro de Benavente                | Weihbischof in Lima (Peru)                                                                                  | 27. März 1865      | 1883               |
| 8                            | Antoni Baranowski                 | Weihbischof in Žemaitija (Litauen)                                                                          | 24. März 1884      | 2. August 1897     |
| 9                            | Ioan Boros (Ioan Borosiu)         | Weihbischof in Lugoj (Rumänien)                                                                             | 21. März 1923      | 12. Januar 1937    |
| 10                           | François-Joseph Person            | Koadjutorbischof von Les Cayes (Haiti)                                                                      | 26. Juni 1937      | 9. September 1941  |
| 11                           | Martin John O’Connor              | Weihbischof in Scranton (USA) Rektor des Päpstlichen Nordamerika-Kollegs Kurienbischof                      | 14. November 1942  | 5. September 1959  |
| 12                           | Costantino Caminada               | Weihbischof in Sant’Agata de’ Goti (Italien)                                                                | 16. Januar 1960    | 21. Juli 1962      |
| 13                           | Luigi Civardi                     | Leiter der Azione Cattolica (Italien)                                                                       | 31. August 1962    | 29. August 1971    |